# 貝塚ひろし
貝塚 ひろし（かいづか ひろし、1938年11月7日 - 2023年9月）は、日本の漫画家。本名は貝塚 弘司（読み同じ）。千葉県出身。

## 略歴
千葉県夷隅郡御宿町生まれ。幼い頃に父を亡くし、女手一本で育てられる。中学・高校の頃から漫画グループを作って漫画を描いていた。高校卒業後は国鉄千葉鉄道管理局に就職するも半年で退職。1957年に東京寿書房より『乞食と殿様』で貸本漫画家デビュー。翌1958年、『おもしろブック』（集英社）で『くりくり投手』の連載を開始。それ以降、スポーツや戦史を題材に数々のヒット作を発表して熱血少年漫画家との評価を得る。1968年に『少年ジャンプ』が創刊した際には、看板漫画家として同誌の草創期を支えた。
『少年ジャンプ』では創刊号から『父の魂』を連載していたが、他の連載を抱えて多忙となる余り失踪事件を起こしてしまう。その間、新人だった本宮ひろ志の『男一匹ガキ大将』が代用原稿として掲載され、本宮は後のジャンプを支えることとなった。
1972年から1975年にかけて『週刊少年サンデー』にて連載していた『柔道讃歌』（原作：梶原一騎）は1974年にテレビアニメ化された。
昭和末期から平成初期にかけては、集英社で『中国の歴史』全10巻や『春日局』などの歴史・伝記漫画を手がけている。
かつて『まんがマニア』という漫画研究誌を発行していた。貝塚本人やつのだじろう、吉沢やすみ、荘司としおなどが寄稿していた。その縁でアシスタント出身の人気漫画家も多い。
2023年9月に死去。

## 主な作品
- くりくり投手
- 九番打者→ミラクルA（小学館週刊少年サンデー。1965年より改題。テレビアニメ化はされなかったが、朝日ソノラマからソノシートが発売、郷姿郎役は市川治、大山大造役は内海賢二が演じ、当時読売ジャイアンツ所属の王貞治が本人役で特別出演となった）
- わんぱく先生
- 父の魂
- 柔道讃歌（原作：梶原一騎）
- ゼロ戦レッド
- ゼロ戦行進曲
- 1★2作戦（ワン・ツー作戦）
- ABCディ
- 黒バットの記録
- どろぼっ子
- あばれ王将
- ラッキーナイン
- 土俵列伝
- ロボット長島
- 番長特攻す!
- 太陽に打て
- 烈風
- 赤い牙
- 熱球讃歌（原作：梶原一騎）
- エースの球ちゃん（秋田書店「冒険王」）
- ねえちゃん船すきになってや（集英社『りぼん』1968年3月号）[5]
- マキの青空（集英社『りぼんコミック』1969年9月号）[6]
- 集英社・学習漫画
  - 人物日本の歴史：学習漫画 4-5、1984年[7]
  - 学習漫画中国の歴史　全10巻、1987年-1988年[8]
- 叛乱! 二・二六事件（原作：久保田千太郎、1990年）[9]

## アシスタント
- 吉沢やすみ
- 荘司としお

## 関連書籍
- いきなり最終回（JICC出版局） - 貝塚の2作品の最終回が掲載されている。それぞれに貝塚のコメントもあり。
  - PART1（1990年） - 『父の魂』の最終回
  - PART4（1992年） - 『柔道讃歌』の最終回